# Lijst van voetbalinterlands Noorwegen - Slovenië
Deze lijst van voetbalinterlands is een overzicht van alle officiële voetbalwedstrijden tussen de nationale teams van Noorwegen en Slovenië. De landen speelden tot op heden dertien keer tegen elkaar. De eerste ontmoeting, een kwalificatiewedstrijd voor het Europees kampioenschap voetbal 2000, werd gespeeld in Ljubljana op 10 oktober 1998. Het laatste duel, een groepswedstrijd tijdens de UEFA Nations League 2024/25, vond plaats op 14 november 2024 in de Sloveense hoofdstad.

## Wedstrijden
| №  | Plaats    | Datum             | Competitie                  | Wedstrijd            | Uitslag |
| -- | --------- | ----------------- | --------------------------- | -------------------- | ------- |
| 1  | Ljubljana | 10 oktober 1998   | EK 2000 kwalificatie        | Slovenië – Noorwegen | 1 – 2   |
| 2  | Oslo      | 8 september 1999  | EK 2000 kwalificatie        | Noorwegen – Slovenië | 4 – 0   |
| 3  | Arnhem    | 21 juni 2000      | EK 2000                     | Noorwegen – Slovenië | 0 – 0   |
| 4  | Oslo      | 13 oktober 2004   | WK 2006 kwalificatie        | Noorwegen – Slovenië | 3 – 0   |
| 5  | Celje     | 3 september 2005  | WK 2006 kwalificatie        | Slovenië – Noorwegen | 2 – 3   |
| 6  | Oslo      | 11 september 2012 | WK 2014 kwalificatie        | Noorwegen − Slovenië | 2 − 1   |
| 7  | Maribor   | 11 oktober 2013   | WK 2014 kwalificatie        | Slovenië – Noorwegen | 3 – 0   |
| 8  | Oslo      | 13 oktober 2018   | UEFA Nations League 2018/19 | Noorwegen − Slovenië | 1 – 0   |
| 9  | Ljubljana | 16 november 2018  | UEFA Nations League 2018/19 | Slovenië – Noorwegen | 1 − 1   |
| 10 | Oslo      | 9 juni 2022       | UEFA Nations League 2022/23 | Noorwegen − Slovenië | 0 – 0   |
| 11 | Ljubljana | 24 september 2022 | UEFA Nations League 2022/23 | Slovenië − Noorwegen | 2 − 1   |
| 12 | Oslo      | 10 oktober 2024   | UEFA Nations League 2024/25 | Noorwegen − Slovenië | 3 – 0   |
| 13 | Ljubljana | 14 november 2024  | UEFA Nations League 2024/25 | Slovenië − Noorwegen | 1 − 4   |

## Samenvatting
| Competitie          | Totaal gespeeld | Winst Noorwegen | Gelijk | Winst Slovenië | Doelsaldo Noorwegen – Slovenië |
| ------------------- | --------------- | --------------- | ------ | -------------- | ------------------------------ |
| WK-kwalificatie     | 4               | 3               | 0      | 1              | 8 − 3                          |
| EK-eindronde        | 1               | 0               | 1      | 0              | 0 − 0                          |
| EK-kwalificatie     | 2               | 2               | 0      | 0              | 6 − 1                          |
| UEFA Nations League | 6               | 3               | 2      | 1              | 10 − 4                         |
| Totaal              | 13              | 8               | 3      | 2              | 24 − 8                         |

## Details

### Eerste ontmoeting
| EK 2000 kwalificatie (Ljubljana, Slovenië, 10 oktober 1998):                                                                                                  |              | |
| Slovenië | 1 – 2        | Noorwegen |
| Zlatko Zahovič 24' | goals        | 45' Tore André Flo 80' Kjetil Rekdal |
| Srečko Katanec | bondscoach   | Nils Johan Semb |
| Marko Simeunovič Marinko Galič Darko Milanič Aleksander Knavs Mladen Rudonja Đoni Novak Aleš Čeh Zlatko Zahovič Miran Pavlin Milan Osterc 46' Sašo Udovič 65' | opstellingen | Frode Grodås Alf-Inge Håland Henning Berg Erik Hoftun Stig Inge Bjørnebye 86' Vegard Heggem 78' Roar Strand Kjetil Rekdal Ståle Solbakken Jostein Flo 90' Tore André Flo |
| Robert Englaro 46' Milenko Ačimovič 65' | wissels      | 78' Daniel Berg Hestad 86' Vidar Riseth 90' Sigurd Rushfeldt |
| Aleš Čeh 15' Darko Milanič 60' | gele kaarten | 37' Erik Hoftun |

### Tweede ontmoeting
| EK 2000 kwalificatie (Oslo, Noorwegen, 8 september 1999): |              | |
| Noorwegen | 4 – 0        | Slovenië |
| Rudi Istenic 15' (e.d.) Steffen Iversen 17' Ole Gunnar Solskjær 30' Øyvind Leonhardsen 67'                                                                                         | goals        | |
| Nils Johan Semb | bondscoach   | Srečko Katanec |
| Frode Olsen Henning Berg André Bergdølmo Erik Hoftun Vegard Heggem Øyvind Leonhardsen Erik Mykland Bent Skammelsrud 78' Ole Gunnar Solskjær 78' Tore André Flo 88' Steffen Iversen | opstellingen | 46' Marko Simeunovič Aleksander Knavs Željko Milinovič Đoni Novak Mladen Rudonja Miran Pavlin Zlatko Zahovič Aleš Čeh 84' Milan Osterc 42' Sašo Udovič Rudi Istenič |
| Vidar Riseth 78' Jan Derek Sørensen 78' Andreas Lund 88' | wissels      | 42' Amir Karič 46' Mladen Dabanovič 84' Milenko Ačimovič |
| Øyvind Leonhardsen 57' | gele kaarten | 2' Đoni Novak 2' Zlatko Zahovič 22' Željko Milinovič 27' Aleksander Knavs 45' Miran Pavlin                                                                          |
| | rode kaarten | 55' Rudi Istenič |
| - Debuut van Jan Derek Sørensen (Rosenborg BK) voor Noorwegen. |              | |

### Derde ontmoeting
| EK 2000 (Arnhem, Nederland, 21 juni 2000): |              | |
| Noorwegen | 0 – 0        | Slovenië |
| | goals        | |
| Nils Johan Semb | bondscoach   | Srečko Katanec |
| Thomas Myhre André Bergdølmo Bjørn Otto Bragstad Ståle Solbakken Dan Eggen Erik Mykland Steffen Iversen Stig Inge Bjørnebye John Carew 61' Ole Gunnar Solskjær Tore André Flo | opstellingen | Mladen Dabanovič 83' Marinko Galič Željko Milinovič Aleksander Knavs Amir Karič Đoni Novak Aleš Čeh Zlatko Zahovič Miran Pavlin Mladen Rudonja 86' Ermin Šiljak |
| Eirik Bakke 61' 82' Roar Strand 82' | wissels      | 83' Milenko Ačimovič 86' Milan Osterc |
| Erik Mykland 24' Ole Gunnar Solskjær 59' | gele kaarten | 43' Miran Pavlin |

### Zevende ontmoeting
| WK 2014 kwalificatie (Maribor, Slovenië, 11 oktober 2013): |              | |
| Slovenië | 3 – 0        | Noorwegen |
| Milivoje Novakovič 13' Milivoje Novakovič 15' Milivoje Novakovič 49'                                                                                                 | goals        | |
| Srečko Katanec | bondscoach   | Per-Mathias Høgmo |
| Samir Handanović Mišo Brečko Boštjan Cesar Branko Ilič Nejc Pečnik 70' Jasmin Kurtič Andraž Struna Aleš Mertelj Andraž Kirm Kevin Kampl 81' Milivoje Novakovič 90+2' | opstellingen | Rune Jarstein Tom Høgli Johan Lædre Bjørdal Tarik Elyounoussi Brede Hangeland 80' Mohammed Abdellaoue 73' Magnus Wolff Eikrem Per Ciljan Skjelbred Omar Elabdellaoui Stefan Johansen 61' Daniel Braaten |
| Zlatan Ljubijankič 70' Rene Krhin 81' Roman Bezjak 90+2' | wissels      | 61' Ola Kamara 73' Øyvind Storflor 80' Frode Johnsen |
| | gele kaarten | 90+1' Brede Hangeland |

NFF · A-internationals · Selecties · Bondscoaches · Noors vrouwenelftal · Olympisch elftal · Noorwegen U21 · Noorwegen U20 · Noorwegen U19 · Noorwegen U18 · Noorwegen U17 · Noorwegen U16 · Vrouwen U17
1908 – 1919 ·
1920 – 1929 ·
1930 – 1939 ·
1940 – 1949 ·
1950 – 1959 ·
1960 – 1969 ·
1970 – 1979 ·
1980 – 1989 ·
1990 – 1999 ·
2000 – 2009 ·
2010 – 2019 ·
2020 − 2029
EK 2000
WK 1938 ·
WK 1994 ·
WK 1998
OS 1912 · 
OS 1920 · 
OS 1936 · 
OS 1952 · 
OS 1984
1908 ·
1909 ·
1910 ·
1911 ·
1912 · 
1913 · 
1914 · 
1915 · 
1916 · 
1917 · 
1918 · 
1919 · 
1920 · 
1921 · 
1922 · 
1923 · 
1924 · 
1925 · 
1926 · 
1927 · 
1928 · 
1929 · 
1930 · 
1931 · 
1932 · 
1933 · 
1934 · 
1935 · 
1936 · 
1937 · 
1938 · 
1939 · 
1940 – 1944 · 
1945 · 
1946 · 
1947 · 
1948 · 
1949 · 
1950 · 
1952 · 
1952 · 
1953 · 
1954 · 
1955 · 
1956 · 
1957 · 
1958 · 
1959 · 
1960 · 
1961 · 
1962 · 
1963 · 
1964 · 
1965 · 
1966 · 
1967 · 
1968 · 
1969 · 
1970 · 
1971 · 
1972 · 
1973 · 
1974 · 
1975 · 
1976 · 
1977 · 
1978 · 
1979 · 
1980 · 
1981 · 
1982 · 
1983 · 
1984 · 
1985 · 
1986 · 
1987 · 
1988 · 
1989 · 
1990 ·
1991 · 
1992 · 
1993 · 
1994 · 
1995 · 
1996 · 
1997 · 
1998 · 
1999 · 
2000 · 
2001 · 
2002 · 
2003 · 
2004 · 
2005 · 
2006 · 
2007 · 
2008 · 
2009 · 
2010 · 
2011 · 
2012 · 
2013 · 
2014 · 
2015 · 
2016 · 
2017 · 
2018 ·
2019 ·
2020 ·
2021 ·
2022 ·
2023 ·
2024
Albanië ·
Argentinië ·
Armenië ·
Australië ·
Azerbeidzjan ·
Bahrein ·
België ·
Bermuda ·
Bosnië en Herzegovina ·
Brazilië ·
Bulgarije ·
China ·
Colombia ·
Costa Rica ·
Cyprus ·
Denemarken ·
DDR ·
Duitsland ·
Egypte ·
Engeland ·
Estland ·
Faeröer ·
Finland ·
Frankrijk ·
Georgië ·
Ghana ·
Gibraltar ·
Grenada ·
Griekenland ·
Guatemala ·
Honduras ·
Hongarije ·
Hongkong ·
Ierland ·
IJsland ·
Israël ·
Italië ·
Jamaica ·
Japan ·
Joegoslavië ·
Jordanië ·
Kameroen ·
Kazachstan ·
Koeweit ·
Kosovo ·
Kroatië ·
Letland ·
Litouwen ·
Luxemburg ·
Malta ·
Marokko ·
Mexico ·
Moldavië ·
Montenegro ·
Nederland ·
Nieuw-Zeeland ·
Nigeria ·
Noord-Ierland ·
Noord-Korea ·
Noord-Macedonië ·
Oekraïne ·
Oman ·
Oostenrijk ·
Panama ·
Paraguay ·
Polen ·
Portugal ·
Qatar ·
Roemenië ·
Rusland ·
Saarland ·
San Marino ·
Saoedi-Arabië ·
Schotland ·
Senegal ·
Servië ·
Servië en Montenegro ·
Singapore ·
Slovenië ·
Slowakije ·
Sovjet-Unie ·
Spanje ·
Thailand ·
Trinidad en Tobago ·
Tsjechië ·
Tsjecho-Slowakije ·
Tunesië ·
Turkije ·
Uruguay ·
Verenigde Arabische Emiraten ·
Verenigde Staten ·
Verenigd Koninkrijk ·
Wales ·
Wit-Rusland ·
Zuid-Afrika ·
Zuid-Korea ·
Zweden ·
Zwitserland
NZS · A-internationals · Bondscoaches · Selecties · Statistieken · Sloveens vrouwenelftal · Olympisch elftal · Slovenië U21 · Slovenië U20 · Slovenië U19 · Slovenië U18 · Slovenië U17 · Slovenië U16
1991 – 1999 ·
2000 – 2009 ·
2010 – 2019 ·
2020 − 2029
EK's: 1996 · 
2000 · 
2004 · 
2008 · 
2012 · 
2016 · 
2020 · 
2024
WK's: 1998 · 
2002 · 
2006 · 
2010 · 
2014 · 
2018 ·
2022
1991 · 
1992 · 
1993 · 
1994 · 
1995 · 
1996 · 
1997 · 
1998 · 
1999 · 
2000 · 
2001 · 
2002 · 
2003 · 
2004 · 
2005 · 
2006 · 
2007 · 
2008 · 
2009 · 
2010 · 
2011 · 
2012 · 
2013 · 
2014 · 
2015 · 
2016 · 
2017 · 
2018 ·
2019 ·
2020 ·
2021 ·
2022 ·
2023 ·
2024
Albanië ·
Algerije ·
Argentinië ·
Armenië ·
Australië ·
Azerbeidzjan ·
België ·
Bosnië en Herzegovina ·
Bulgarije ·
Canada ·
China ·
Colombia ·
Cyprus ·
Denemarken ·
Duitsland ·
Engeland ·
Estland ·
Faeröer ·
 Finland ·
Frankrijk ·
Georgië ·
Ghana ·
Gibraltar ·
Griekenland ·
Honduras ·
Hongarije ·
IJsland ·
Israël ·
Italië ·
Ivoorkust ·
Joegoslavië ·
Kazachstan ·
Kosovo ·
Kroatië ·
Letland ·
Litouwen ·
Luxemburg ·
Malta ·
Mexico ·
Moldavië ·
Montenegro ·
Nederland ·
Nieuw-Zeeland ·
Noord-Ierland ·
Noord-Macedonië ·
Noorwegen ·
Oekraïne ·
Oman ·
Oostenrijk ·
Paraguay ·
Polen ·
Portugal ·
Qatar ·
Roemenië ·
Rusland ·
San Marino ·
Saoedi-Arabië ·
Schotland ·
Servië ·
Servië en Montenegro ·
Slowakije ·
Spanje ·
Trinidad en Tobago ·
Tsjechië ·
Tunesië ·
Turkije · 
Uruguay ·
Verenigde Arabische Emiraten ·
Verenigde Staten ·
Wales ·
Wit-Rusland ·
Zuid-Afrika ·
Zweden ·
Zwitserland
Algerije (2010) · 
Engeland (2010) · 
Paraguay (2002) · 
Spanje (2002) · 
Verenigde Staten (2010) · 
Zuid-Afrika (2002)